# Конятинська сільська територіальна громада
Конятинська сільська громада — територіальна громада України, у Вижницькому районі Чернівецької області. Адміністративний центр — село Конятин.
Площа громади — 121,71 км², населення — 4814 мешканців (2018).
Утворена 26 січня 2017 року шляхом об'єднання Довгопільської, Конятинської та Яблуницької сільських рад Путильського району.

## Населені пункти
До складу громади входять 10 сіл: Великий Липовець, Голошина, Греблина, Довгопілля, Конятин, Плай, Плита, Самакова, Стебні та Яблуниця.